# Poa ligularis
Poa ligularis là một loài cỏ trong họ hòa thảo, thuộc chi poa.